# Agrupaciones Políticas Nacionales en México
En México el sistema político electoral, además de reconocer la existencia de partidos políticos nacionales y locales, así como de candidaturas independientes, existe la figura de las Agrupaciones Políticas. Dichas entidades, se encuentran reguladas por la Ley General de Partidos Políticos.

## Historia
Las agrupaciones políticas nacionales en México, nacieron con la reforma política de México en 1977, a través de la denominada Ley Federal de Organizaciones Políticas y Procesos Electorales. 
Las asociaciones políticas nacionales, como originalmente nacieron y el registro condicionado de los partidos políticos en México existió una relación directa e intrínseca, que se demuestra por el hecho de que, entre 1977 y 2005, 52 entidades solicitaron registro como partido político, 23 lo obtuvieron, y de estas, doce tuvieron su origen en una asociación o agrupación política nacional.

Las Agrupaciones Políticas son la antesala para la constitución de partidos políticos y, por lo tanto, son un paso estratégico previo a su constitución. La mayoría de las agrupaciones que obtuvieron su registro condicionado como partido político lo perdieron porque no lograron cumplir con los requisitos establecidos en la ley para conservarlo.
El problema de las agrupaciones políticas es que se constituyen como figuras del derecho privado: la mayoría de ellas son asociaciones civiles o sociedades civiles y al mismo tiempo figuras de derecho público, con obligaciones y prerrogativas. A la contradicción anterior súmese el hecho de que como sujetos de derecho privado (con fines o no de lucro) tenían derecho a financiamiento público hasta antes de la reforma legal de enero de 2008.

El carácter individual y el libre ejercicio del derecho de asociación está garantizado por el artículo 35 de la Constitución Política de los Estados Unidos Mexicanos, y que la creación de las Agrupaciones Políticas es una forma de hacerlo en materia política, mediante un mecanismo previo y a la vez distinto a la conformación de los partidos políticos.

La historia de las agrupaciones política han transitado por cuatro etapas: 

- La primera inicia con la Ley Federal de Organizaciones Políticas y Procesos Electorales de 1977 —que crea, entre otras cosas, el registro condicionado de los partidos políticos al resultado de las elecciones, así como las entonces llamadas Agrupaciones Políticas Nacionales — y se extiende hasta la reforma del 15 de agosto de 1990 que las desaparece; y, paradójicamente, conserva la figura del registro condicionado.
- La segunda abarca de 1996 a 2003 cuando se restablece esta figura bajo el nombre de "Agrupaciones políticas nacionales" y desaparece el registro condicionado.
- La tercera fase iría de 2003 a 2008 y su característica esencial es que, si bien ya no existe el registro condicionado, se les otorga a las APN el derecho exclusivo de solicitar registro como partido político. Conviene destacar que en estas últimas dos fases las APN tenían derecho a financiamiento público.
- La cuarta fase iría de 2008 a la fecha en la que pierden el derecho exclusivo de solicitar registro como partido político y al mismo tiempo el derecho a financiamiento público.5 No obstante, siguen estando sujetas a obligaciones y fiscalización por parte del organismo electoral.[4]

Las Agrupaciones Políticas Nacionales recibieron financiamiento público.

## Objeto
Las Agrupaciones Políticas son formas de asociación ciudadana que coadyuvan al desarrollo de la vida democrática y de la cultura política, así como la creación de una opinión pública mejor informada.

Dichas organizaciones no podrán utilizar bajo ninguna circunstancia, las denominaciones de "partido" o "partido político". 

## Formas de participación política
las Agrupaciones Políticas sólo podrán participar en procesos electorales federales mediante acuerdos de participación con un partido político o coalición. las candidaturas surgidas de los acuerdos de participación serán surgidas de los acuerdos de participación serán registrados por un partido político y serán votadas con la denominación, emblema, color o colores de este.

## Requisitos para su constitución
Para formar una Agrupación Política Nacional deberá acreditarse ante el Instituto Nacional Electoral los siguientes requisitos:
- Contar con un mínimo de 5,000 asociados en el país y con un órgano directivo de carácter nacional; además, tener delegaciones en cuando menos 7 entidades federativas, y
- Contar con documentos básicos, así como una denominación distinta a cualquier otra agrupación o partido.

## Agrupaciones Políticas Nacionales en México
De 1997 al 2014, existieron en México un total de 87 agrupaciones políticas, entre las que se encuentran:
- Camino Democrático
- A Favor de México
- Acción Afirmativa
- Agrupación Nacional Emiliano Zapata
- Agrupación Política Campesina
- Agrupación Social Democrática
- Alianza Popular del Campo y la Ciudad
- Alianza Social
- Arquitectos Unidos por México AC
- Asociación para el Progreso y la Democracia en México
- Asociación Profesional Interdisciplinaria de México, Acción Ciudadana
- Autonomía Campesina, Indígena y Popular
- Avanzada Liberal Democrática
- Cambio Democrático Nacional
- Centro Político Mexicano
- Coordinadora Ciudadana
- Comisión de Organizaciones del Transporte y Agrupaciones ciudadanas
- Conciencia ciudadana
- Concordia hacia una Democracia Social
- Consejo Nacional de Desarrollo Indígena
- Consejo Nacional de Organizaciones
- Confederación Nacional de Ciudadanos
- Defensa Ciudadana
- Democracia Constitucional
- Deporte y Sociedad en Movimiento
- Dignidad Nacional
- Erigiendo una Nueva República
- Esperanza Ciudadana
- Expresión Liberal Democrática
- Federación Nacional Cívica Mexicana
- Fuerza Autónoma Mexicana
- Fuerza del Comercio
- Fundación Alternativa AC
- Generación Ciudadana
- Jacinto López Moreno AC
- Jornada Ciudadana
- Jóvenes universitarios por México
- Junta de Mujeres Políticas AC
- Legalidad y Transparencia 1º
- México Coherente
- México Representativo y Democrático
- Movimiento de Expresión Política
- Movimiento de los Trabajadores Socialistas
- Movimiento Indígena Popular
- Movimiento Nacional de Enlaces Ciudadanos y Organización Social
- Nueva Revolución Blanca
- Organización Política del Deporte de México
- Parlamento Ciudadano Nacional
- Participa
- Poder Ciudadano
- Popular Socialista
- Praxis Democrática
- Profesionales por la Democracia AC
- Profesionales por México
- Pueblo Republicano Colosista
- Renovación Nacional
- Ricardo Flores Magón
- Rumbo a la Democracia
- Sentido Social-México
- Unión Nacional de Ciudadanos
- Unión Nacional Progresista
- Unión Nacional Sinarquista
- Voces Ciudadanas
- Decisión con Valor
- Educación y Cultura para la Democracia
- México Líder Nacional
- Nueva Generación Azteca AC
- Unidos por México
- Ala Progresista
- Asociación de Profesionales por la Democracia y el Desarrollo
- Causa Común por México
- Estructura Ciudadana
- Frente Nacional de Apoyo Mutuo
- Proyecto por México
- Asociación Nacional por la Defensa de los Derechos Político Electorales
- Organización Liberal
- Convicción Mexicana por la Democracia
- Factor Ciudadano
- Paisanos Mexicanos en Alianza
- Unidad Cívica Felipe Carrillo Puerto
- Fuerza Social por México
- Instituto Ciudadano de Estudios Políticos AC
- Fidel Velázquez Sánchez

Adicionalmente, durante el año 2017, el Instituto Nacional Electoral reconoció a las siguientes organizaciones.
- Vamos Juntos
- Frente Humanista en Movimiento
- Confío en México
- Iniciativa Galileos
- Comité Organizador Político Migrante Mexicano
- Misión Esperanza
- Es Momento de México
- México Blanco.
- Alianza Mexicana Alternativa
- Fuerza Migrante
- Fuerza Joven Nacional
- Adicionalmente, durante el año 2023, el Instituto Nacional Electoral reconoció a las siguientes organizaciones. [10]
- con causa social

## Formas de regirse
Al respecto, la Sala Superior del Tribunal Electoral del Poder Judicial de la Federación, ha determinado que las Agrupaciones Políticas nacionales se rigen primordialmente por normas electorales y supletoriamente por el derecho común. Cualquier modificación a sus Estatutos, necesariamente requieren de la declaración constitucional que dicte el Consejo General del Instituto Nacional Electoral y de su publicación en el Diario Oficial de la Federación.